# Gospodje Amstelski
Rodbina gospodov Amstelskih (nizozemsko Heren van Amstel) je bila vplivna plemiška dinastija v srednjeveški Nizozemski od dvanajstega do štirinajstega stoletja. Rodbina je razvila Amstelland in imela skrbništvo v cerkvenih okrožjih na severozahodu Nederstichta (večinoma sedanje province) Utrechta, najprej v imenu utrechtskega škofa in pozneje holandskega grofa.

## Zgodovina
Wolfger Amstelski je leta 1105 imenovan za scultetus (sodni izvršitelj) Amestelle (Amstellanda). Njegov sin Egbert je zgradil majhen grad ali utrdbo (pravzaprav samo utrjeno graščino) v kraju Ouderkerk aan de Amstel, verjetno na mestu, kjer je bilo kasneje židovsko sefardsko pokopališče Beth Haim. Leta 1204 so to stavbo uničili vsiljivci Kennemerlandčani. Gijsbreht II. je bil leta 1226 imenovan za prvega dominusa (gospoda) Amestelle, vendar je prišel v konflikt s škofom v Utrechtu in so ga leta 1252 odpeljali v mesto Utrecht peš za konjem. Arnold Amstelski, sin Gijsbrehta III., je okoli leta 1279 zgradil grad v IJsselsteinu . Njegov sin Gijsbert IJsselsteinski je nato ustanovil mesto IJsselstein in cerkev sv. Nikolaja, kjer je pokopan v okrašeni grobnici. Gijsbreht IV. (1235-1303) je postal vazal holandskega grofa Florisa V. Gijsbreht je pozneje postal eden najvplivnejših mož Holandije in si je kot tak prizadeval tudi za večjo neodvisnost.
Ko je Floris V. januarja 1296 mislil, da lahko uresniči svoj ekspanzionizem na račun Flandrije s podporo francoskega kralja Filipa IV ., je naredil usodno napako. Angleški kralj Edvard I., proti čigar flamskim interesom je vstopil Floris V., je ukazal Gijsbrehtovemu bratrancu Janezu I. iz Cuijka, naj ujame nizozemskega grofa za talca in ga pošlje v Anglijo. Janez iz Cuijka je organiziral ugrabitev, ki pa ni uspela, pri Muidenu in Floris V. je bil ubit. Zaradi njegove udeležbe v državnem udaru proti Florisu V. je bil Gijsbreht IV. Amstelski izobčen, njegova posest pa zasežena. Zatočišče je našel v 's-Hertogenboschu, mestu na severni meji vojvodine Brabant, kjer je užival vojvodsko zaščito in prejel gmotno podporo svojega vplivnega nečaka Janeza I. iz Cuijka.
Nizozemski profesor Pim de Boer je našel indikacije – čeprav ne prepričljive – da je bil Gijsbreht pozneje vpleten v ustanovitev pruske Nizozemske. Sin Gijsbrehta III., Janez I. (1270-1345), je leta 1304 uspel za nekaj časa zasesti Amsterdam, vendar je bilo mesto oblegano in Janez je nazadnje moral pobegniti iz mesta. Amsterdam je začasno izgubil svoje na novo pridobljene mestne privilegije in je moral holandskemu grofu plačati ogromno odškodnino.
Leta 1994 so v Amsterdamu odkrili temelje gradu, ki ga je verjetno zgradila ta družina, čeprav se pogledi zgodovinarjev o tem razlikujejo.

## Družinsko drevo
- Wolfgerus  Amstelski (1075-1131) sodni izvršitelj Amestelle
  - Egbert Amstelski (1105-1172) sodni izvršitelj in upravitelj Amestelle
    - Gijsbreht I. Amstelski (1145-1189) sodni izvršitelj in upravitelj Amestelle
      - Gijsbreht II. Amstelski (1175-1230) gospod Amestelle, vitez
        - Gijsbreht III. Amstelski (1200-1252) gospod Amestelle, vitez
          - Gijsbreht IV. Amstelski (1230-1303) gospod Amestelle, vitez
            - Janez I. Amstelski (1270-1345) Vitez

## Heraldika
Grb Amstelskih je upodobljen v srednjeveškem grbovniku Geldersa (folio 107v.  ) Opis grba: zlata in soboljeva (črna) snopka, v osmih delih, nad katerimi je v dveh vrstah pisan Andrejev križ iz srebra in rdeče barve (rdeč).

## Trivialnost
Nizozemski pisatelj in dramatik Joost van den Vondel je svojo dramo Gijsbrecht van Aemstel zasnoval na zgodovini Gijsbrehta IV. Amstelskega in njegovega sina Janeza I. Amstelskega. Gijsbreht ima doprsni kip na pročelju Beurs van Berlage v Amsterdamu, po njem pa se imenuje tudi park v mestu. Kavarne v Amsterdamu, Breskensu, Arnhemu in na Majorki so po dinastiji poimenovali gospodje Amstelski .